# قلم‌زنی
قَلَم‌زنی (به انگلیسی: Toreutics) عبارت است از تزیین و کندن نقوش بر روی اشیای فلزی به ویژه مس، طلا، نقره، برنج یا به عبارت دیگر ایجاد خطوط و نقوش به وسیله قلم با ضربه چکش و بر روی اجسام فلزی. قلم‌زنی یکی از رشته‌های هنرهای سنتی ایران است که در دسته‌بندی، در رده هنرهای صناعی و در گروه فلزکاری قرار دارد. قلمزنی روی مس. ساختن اشیاء با فلز مس، برنج، نقره و… به روش سرد را «دواتگری» گویند، این هنر با سابقه چندین هزار ساله خود؛ در دوران هخامنشیان رواج یافت و در دوره ساسانیان به اوج خود رسید.
امروزه برای قلم‌زنی نخست داخل یا زیر ظرف مورد نظر را که معمولاً از جنس نقره یا طلا و یا مس است از مخلوط قیر و گچ پر می‌کنند تا صدای قلم کمتر به گوش برسد و همچنین مانع از سوراخ شدن ظرف در حین کار شود. سپس نقش مورد نظر را روی ظرف رسم کرده و قلم مناسب را انتخاب کرده و روی سطح ظرف قرار می‌دهند و با چکش بر انتهای قلم می‌کوبند تا شیارها و نقش‌ها با تغییر شدت ضربه روی ظرف ایجاد شوند.
قلم‌ها متنوع هستند و نام‌های خاص خود را دارند مانند قلم سایه و قلم نیم‌بر. پس از پایان کار و ایجاد نقش‌ها، قیر را جدا می‌کنند و روی شیارها گرده زغال می‌ریزند و روی ظرف را با روغن جلای سیاه می‌پوشانند. به این ترتیب نقش‌های قلم‌زده شده به شکل خط‌هایی تیره مشخص و دیده می‌شود.

 نمونه‌ای از هنر قلم زنی استان مرکزی که یک بادیاب (بادیه، جام بزرگ پایه‌دار، سنگاب) مسی بود که توسط محمدمهدی باباخانی طراحی و قلمزنی شده در ورودی سازمان جهانی مالکیت فکری در سوئیس قرار دارد.
- استادان بسیار بزرگ و زیادی هستند که در زمینه تولید و آموزش این هنر ارزشمند در ایران تلاش و کوشش و فعالیت می‌کنند.

## سبک‌ها

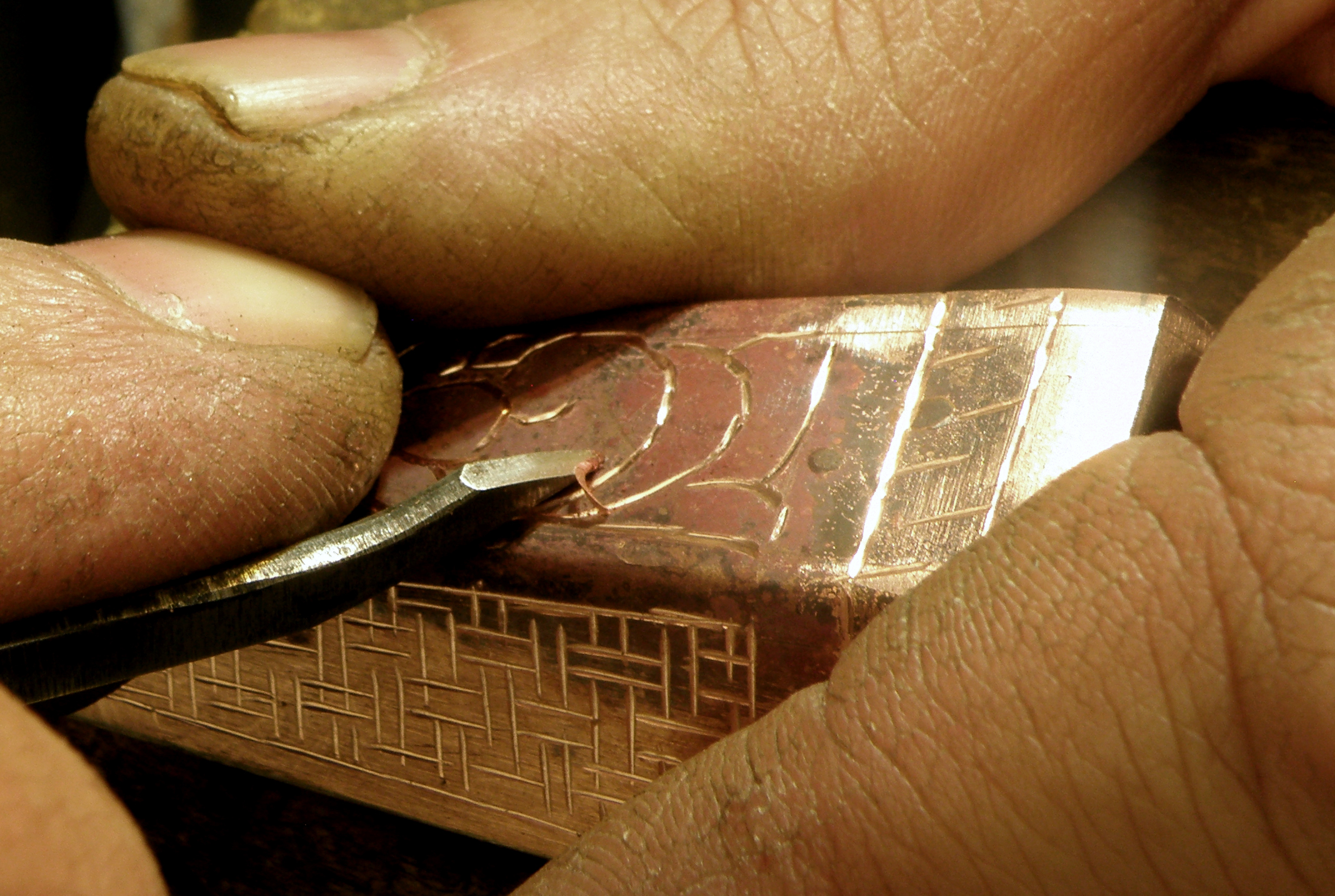
شیوه قلم تبریز

- سه سبک اصلی در قلمزنی ایران مطرح است که عبارتند از
- شیراز، تبریز و٬اصفهان.
- درسبک شیراز. قلمزنی به دو روش ریزه قلم که روی فلز (مس) و (برنج) در دورهای صفویه ، زندیه ٬ قاجار و همچنین قبل از آن متداول بوده و برجسته یا منبت که در دوره قاجار با الگو برداری از سبک هخامنشیان تا به اکنون انجام می‌شود. که بیشتر بر روی نقره یا مس صورت می‌پذیرد. روش اجرای کار بدین شکل است. پس از طراحی بر روی کار ونیم برکردن شروع برجسته‌سازی وکف‌سازی می‌شود که در این سبک بیشتر از نقوش هخامنشی وساسانی وگل مرغ استفاده می‌شود. و در ایران این سبک را مکتب شیراز می‌نامند و منحصر به شیراز می‌باشد.[۵]
- در سبک تبریز برای حرکت قلم و انجام قلمزنی از حرکت و فشار مچ دست استفاده می‌شود و در سبک اصفهان از ضربات چکش. به همین سبب قلم تبریز صاف و کم عمق است ولی قلم اصفهان عمیق‌تر می‌باشد.[۶]

### قلم زنی، هنری اصیل با نقوشی خاص اصفهان
یکی از پر رونق‌ترین رشته‌های صنایع دستی اصفهان قلم زنی است که محصولات نقره ای، مسی و برنجی را با نقوش خاصی می‌آراید. هنرمندان با ابزاری خاص و وارد کردن ضربات بر روی سطوح مختلف نقش گل و مرغ، اشعار زیبای فارسی یا آیات و احادیث را حک می‌کنند تا زیبایی محصولات خود را به رخ بینندگان بکشند.
- قلم زنی نیز در دو سبک مجزا می‌باشد که به نام‌های قلم ریز و فلم زنی برجسته که هنر مندان اصفهان  سبک برجسته را در سالهای اخیر اجرا می‌کنند. که سبک برجسته یکی از سبکهای قلمزنی ثابت شیراز از دیرباز بوده و قلم زنی برجسته دارای برجستگی‌های عمیق‌تری می‌باشد و حالتی سه بعدی را ایجاد می‌نماید. این‌گونه از قلم زنی در ساخت ضریح امامان شیعه استفاده می‌گردد.[۷]

### آب‌کاری سیاه‌قلم
آبکاری سیاه‌قلم مس در تهیه و تولید قطعات تزئینی کاربرد فراوانی دارد.
سازوکار عمل تمامی محلول‌های سیاه قلم مس براساس ایجاد قشر نازکی از اکسید یا سولفید مس یا ترکیبی از این دو بر سطح فلز مس استوار است.
نمونه آثار سیاه قلم است

## پیشینه هنر قلم‌زنی در ایران
پیشینه قلم‌زنی به زمان سکاها یا سیت‌ها نسبت داده می‌شود که نژاد آریایی داشتند.

### دوره پیش از تاریخ
پیشینه این هنر در ایران، تاریخ روشنی ندارد و از اثر مستندی که بیانگر نخستین مکان یا نخستین شیء باشد که بر روی آن قلم‌زنی، چکش‌کاری یا حکاکی شده‌است، اطلاع دقیقی در دست نیست.
کاربرد فلز، به ویژه مس در ایران و خاور نزدیک به چند هزار سال پیش از میلاد می‌رسد (لک پور، ۱۳۷۵، ص۷).
در اواخر هزاره دوم و اوایل هزاره اول پیش از میلاد هنر و صنعت فلزکاری در نقاط گوناگون ایران به ویژه در شمال و شمال غرب و حاشیه جنوبی دریای مازندران شکوفایی داشته‌است. از آثار مهم به دست آمده در این دوره جام طلای حسنلو است که در ۱۳۳۶ کشف شد و دارای نقوش برجسته چون خدایان سوار بر گردونه یا ارابه‌است.
در هزاره اول پیش از میلاد فلزکاری و قلم‌زنی در ایران از رونق و اعتبار ویژه‌ای برخوردار بوده‌است و آثار باارزشی از آن دوران بر جای مانده که از جمله آن‌ها جام‌های طلای مارلیک است.

### دوره مادها
آثار قلم‌زنی اندکی از دوره مادها که در سده هفتم ق. م در شمال ایران روی کار آمدند به یادگار مانده‌است. اشیای به دست آمده از آذربایجان حاکی از آن است که از نفوذ سکاها به تدریج کاسته شده و سبک مادها در این زمان جای آن را گرفته‌است.

### دورهٔ هخامنشی
با روی کار آمدن پارس‌ها و تشکیل حکومت هخامنشی (۵۵۰–۳۳۰ق. م) هنر قلم‌زنی تحوّل یافت و از جایگاه ویژه‌ای برخوردار شد و بر روزگار پس از خود تأثیر گذاشت. دوره هخامنشی اوج هنر فلزکاری در زمینه‌های ریخته‌گری، چکش‌کاری، ترصیع و… است. به دلیل حمله اسکندر و آتش زدن تخت جمشید آثار بسیاری نابود شد یا به دستور اسکندر گداخته و به سکه تبدیل شد.
از جمله اشیای شناخته شده در دوره هخامنشی دو لوح سیمین به وزن ۴ کیلوگرم و زرّین به وزن ۵ کیلوگرم است که در موزه ملّی ایران نگهداری می‌شود.

### دوره سلوکی
در دوره سلوکی با ساخت شهرهای جدیدی مانند مرو و نسا و انتقال کارگاه‌های هنری به این شهرها، هنر قلم‌زنی با تأثیرپذیری از هنر هلنی (هنر یونانی) ادامه یافت.

### دوره اشکانی
با روی کار آمدن پارت‌ها در سال ۲۵۰ ق. م تا ۲۲۴ میلادی هنر قلم‌زنی با همان شیوه هخامنشی با اندک تغییر به عمر خود ادامه داد.
ساخت پیکره‌ها از جنس زر و نقره و مفرغ به شیوه ریخته‌گری در دوره اشکانی از رونق ویژه‌ای برخوردار شد و زیورآلات مرصع با سنگ‌های قسمتی با همان شیوهٔ هخامنشی ادامه یافت. در این دوره به دلیل هجوم اسکندر آثار هنری مهمّی در دست نیست و به سبب هرج و مرج و کم‌توجّهی پارتیان اولیه به هنر، تنها در اواخر این دوره ساخت آثار قلم‌زنی رو به رشد نهاد.

### ساسانی
زمان ساسانیان در سال ۲۲۴ تا ۶۵۰ میلادی به دلیل گسترش بازرگانی میان ایران، یونان و روم هنرهای ایرانی از هنر یونانی و رومی تأثیر گرفت.
در دورهٔ ساسانی ساخت اشیا به سه طریق زیر انجام می‌شد:
1. به‌وسیله چکشکاری بر ورق سرد.
2. به‌وسیله ریختگی و ساخت ظروف آستردار از ورق.
3. تراش با چرخ

### دورهٔ اسلامی
در سده‌های آغازین اسلامی، اعراب هنر قلم‌زنی دوره ساسانی را مورد تقلید قرار داده و در سده‌های بعد در اثر علاقهٔ هنرمندان ایرانی به مذهب و گرایش آنان به اسلام، با تأثیرپذیری از باورهای اسلام، در آفرینش آثار فلزی کوشیدند و کم‌کم نقوش طرح‌های بومی و اسطوره‌های ایرانی جای خود را به خطوط کوفی و آیات و احادیث داد.
در دورهٔ سامانیان هنر قلم‌زنی در اثر دادوستد به دیگر سرزمین‌های اسلامی راه یافت. اشیای قلم‌زنی شده دوران دیلمیان در موزه‌های ایران از جمله آثار معروف این دوره است.
از سده‌های آغازین تا سده‌های سوم و چهارم قمری اشیای فلزی در ایران به سبک زمان ساسانی ساخته می‌شد. مکتب قلم‌زنی خراسان در سدهٔ چهارم قمری شکل گرفت و در دورهٔ سلجوقی به اوج پختگی خود رسید.

### دورهٔ سلجوقی
سلجوقیان در اوایل سدهٔ پنجم قمری (۴۲۹) از ترکستان به ماوراءالنّهر آمدند و سکونت گزیدند و سپس خراسان را متصرّف شدند. با علاقه‌ای که حکام سلجوقی به هنر داشتند، هنر قلم‌زنی همچون سایر رشته‌های هنری حمایت شد و گسترش چشم‌گیری یافت.
ایجاد نقوش گیس‌باف شامل نوارهایی در تزیینات ظروف به شیوه و سبک بسیار زیبا متداول شد. در این دوران ترصیع فلزات به صورت مفتول‌های طلا، مس و نقره یا ترصیع ظروف مفرغی با مفتول مس رایج شد. از کارهای بسیار زیبا در این دوره مشبک کاری روی فلز است.
هنر قلم‌زنی خراسان که در سده‌های پنجم و ششم قمری، هم‌زمان با حکومت سلجوقی در خاور به ویژه خراسان و فرارود رواج یافته بود، پس از حمله مغول به دلیل ویران شدن بسیاری از مراکز هنری این منطقه و مهاجرت هنرمندان به غرب و میان رودان، در آن نواحی تداوم یافت. هنر فلزکاری خراسان از شرق آغاز شد و در غرب رشد و گسترش یافت (روح فر، ۱۳۷۸، ص۸۰).

### در دورهٔ مغول و تیموری
با تصرف سوریه توسط غازان خان در اوایل سده هشتم قمری هنرمندان قلمزن مورد حمایت ایلخانان قرار گرفتند و بعدها شهرهای حلب، دیار بکر، موصل، شیراز و تبریز از مراکز مهم و بزرگ هنر قلم‌زنی به‌شمار آمدند. در این زمان آثار قلم‌زنی تحت تأثیر هنرهای بومی قرار گرفت، به گونه‌ای که در سوریه و مصر نشانه‌های این تحوّل بیشتر به چشم می‌خورد. ترصیع و در نشاندن ظروف در این زمان به تقلید از دورهٔ سلجوقی تداوم یافت. استفاده از هنر خوشنویسی در قلم‌زنی به وفور گسترش یافت و ظروف زیادی از این‌گونه ساخته و تزیین شد.
با حمله تیمور به ایران در سال ۷۷۱ق، هرات دوباره رونق هنری خود را بازیافت و بزرگ‌ترین مرکز هنری آن روز شد. هنر قلم‌زنی در این شهر بسیار درخشید. از جمله ظروف سنگاب گور امیرتیمور در سمرقند است که اکنون در موزه آرمیتاژ نگهداری می‌شود. سنگاب‌هایی نیز از سده هشتم در مسجد جامع هرات و در موزه آستان قدس رضوی موجود است.
نقره‌کوبی روی فلزات در دوره صفوی به اوج شکوفایی و کمال خود رسید.

## استادان
- بهرام الیاسی که در کار خود منحصر به فرد و دارای درجه یک هنری و آثاری شاهکار در سراسر جهان می‌باشد قلم‌زنی به سبک اصفهانی است او فرشچیان قلم‌زنی ایران لقب گرفته‌است.[۸] از بهرام الیاسی یک اثر در مجموعه سعدآباد، یک اثر در مجموعه موزه هنرهای معاصر تهران، یک اثر در موزه جنگ، یک اثر در موزه کنفرانس اسلامی و دو اثر به نام «چوگان» در موزه ایالت یوتای آمریکا نگهداری می‌شود.
- علی رحیمی از استادان صاحب نام قلم زنی و صاحب سبکی جدید بوده‌است. (آثار خاص قلم زنی وی شامل ۱۰ الی ۱۵ شخصیت متفاوت شغلی، مربوط به یک دوره تاریخی بوده‌است، که هر شخصیت همراه با لباس و اکسسوار خاص شغلی خود بوده‌است. همراه با تصاویر درخت و گل و مرغ در زمینهٔ کار، چکش کاری شده بر روی سطوح کروی و مخروطی اشیا ی مسی و نقره‌ای. سر انجام وی در سال ۱۳۷۲ فوت کرد و در (باغ رضوان) اصفهان دفن شد.
- ابراهیم لاتخافی از استادان صاحب نام و برجستة قلمزنی و اسطرلاب‌سازی اصفهان بود که در تاریخ ۱۳۹۱/۰۳/۲۰ درگذشت و در قطعه هنرمندان باغ رضوان اصفهان به خاک سپرده شد.
- محمدمهدی باباخانی، دارنده نشان درجه یک هنری از استادان مشهور وبنام این هنر زاده شهر اراک ۱۳۵۳ خورشیدی هستند ایشان سبک جدیدی در این رشته خلق کرده‌اند. یکی از آثار این هنرمند ارزشمند درسازمان مالکیت معنوی ملل متحد wipo در سال ۱۳۸۱ انتخاب شد، که هم‌اکنون این اثر درموزه ژنوسویس نگهداری می‌شود و تعدادی از اثارایشان درموزه هنرهای سنتی سعد آباد وموزه حسن پور اراک و غیره … نگهداری می‌شود. وی نیز بنیان‌گذار موزه سلطان آباد شهر اراک می‌باشد.
- علی‌اصغر زرمهر شیرازی فرزند محمداسمعیل متولد۱۲۸۶ خورشیدی شیراز. از استادان برجسته قلمزنی مکتب شیراز بودکه در تاریخ ۱۳۶۲/۲/۱۹خورشیدی دارفانی راوداع گفت؛ و در ارامستان شیراز به خاک سپرده شد. از آثار بجا مانده از ایشان قلمزنی سردر شبستان داخلی. خانقاه احمدی شیراز می‌باشد؛ که این اثر. به امضای خودایشان در سال ۱۳۴۳ به اتمام رسیده.و از اثار دیگر وی میتوات تذهیب کتاب  مجموعه دل و عشق نوشته اصغرمنتظر صاحب از انتشارات خانقاه احمدی شیراز بسال ۱۳۴۲ نام برد ٬ و از دیگر اثار وی نقاشی کاشیکاریهای فاخر بانک ملت شعبه بازار شیراز را میتوان برشمورد٬
- حسین علاقه‌مندان متولد ۱۳۱۰ اصفهان از استادان برجسته وصاحب نام قلمزنی اصفهان بود که ایشان درتاریخ ۱۳۹۶/۰۳/۲۵از دنیا رفتند. آثاری از ایشان درموزه‌های سعداباد و دیگر موزهای ایران در دید عموم قرار دارد.
- غلامحسین بیگ پدراستاد محمود شیرازی از قلمزنان مشهور مکتب شیرازقرن دوازده بود. نام ایشان در کتاب اثارعجم درصفحه۵۰۱ توسط فرصت الدوله شیرازی کنارنویس شده و در تاریخ۱۳۰۹قمری درشیراز دارفانی را وداع گفت ودردارالسلام دفن شده روحش شاد.
- استامیرزامحمود شیرازی فرزندغلامحسین بیگ نابغه قلمزنی و زرگری مکتب شیراز قرن سیزده قمری بود که نام ایشان درکتاب آثار عجم صفحه۵۰۱امده ایشان نیز برادر محمدجعفر (جعفر) دواتگر و٬زرگر نامی شیرازی می‌باشد. زرگر خانه وی بر اساس نوشته های فرصت الدوله در بازار (مرغ) شیراز بوده که همراه با برادران خود محمدجعفر (جعفر) و اقا حبیب الله مشغول بکار بوده و وی را اینگونه معرفی می نماید از فنون زرگری بکمالها با خبر است. و در این حرفه صاحب هنر گذشته از صنعت مذکور است.
- حاجی اقا جان شیرازی فرزند محمد حسن زرگر باشی و یکی از برترین قلمزنان و زرگران سبک شیراز بوده که از اثار بجا مانده از وی را میتوان درب نقره شاهچراغ که به امضای خود بر روی درب در سال ۱۳۰۹ ه ق ۱۲۷۵خورشیدی به اتمام رسیده این درب بسفارش نصیر الملک شیرازی ساخته شده و یکی از دو دربی که هم اکنون در موزه شاهچراغ نگهداری میشود.
- محمداسمعیل (زرمهر) شیرازی ایشان پسرمیزا محمود شیرازی متولد۱۲۵۰از صاحبان سبک درقلمزنی مکتب شیرازقرن سیزدهم بوده که نام ایشان را فرصت الدوله در کتاب اثارعجم صفحه۵۵۲اورده محمد اسمعیل زرمهر شیرازی در نزد هنر دوستان دوره خود چنان اهمیتی داشت که در زمان برگشت از تهران به شیراز پس از اتمام سفارش کارهای قلمزنی دربار رضا شاه توسط شاه ایران ملقب به (آقا) گردید و در روزنامه شیرازی بنام (بهار ایران) چاپ ۱۳۱۴خورشیدی خبر بازگشت وی و تأسیس کارگاهش در خیابان داریوش شیراز را به اطلاع عموم رساند. تا قبل از رفتن به تهران کارگاه وی در سرای شیخ نصر بود سرانجام ایشان در سال ۱۳۲۳شمسی دار فانی را ودا گفت و در دارالسلام شیراز دفن شد.
- بانو عصمت حسین پور شیرازی فرزند اقا محمداسماعیل شیرازی و خواهر علی اصغر زرمهر متولد۱۲۸۲ شیراز وی نیزاز شاگردان پدرش اقا محمد اسماعیل شیرازی بود وتا اواخر عمرش مشغول به قلمزنی بود. سرانجام وی در مهر ماه سال ۱۳۶۲ درگذشت  ودر دارالرحمه شیراز دفن شد.
- محمد شفیع شیرازی فرزند غلامرضا بیگ و برادرزاده غلامحسین بیگ شیرازی وی را میتوان یکی از برجسته ترین قلمزنان سبک منبت شیراز بشمار اورد او متولد شیراز محله لب اب بتاریخ  ۱۲۱۵ شمسی بود٬ واز وی یک اثر قلمزنی شده بینظیر و چشم نواز در یکی از موزه های شیراز به امضای خودش بر روی اثر(منبت محمد شفیع)مبحوس است .
- سید جعفر زرگر باشی وی متولد شیراز محله اسحاق بیگ بتاریخ ۱۲۰۰ شمسی او را میتوان یکی از برجسته ترین زرگران و نقره کاران عصر خود دانست او بیشتر با محمد شفیع در انجام سفارشات زرگری وقلمزنی خود همکاری داشت و اثری از وی در یکی از موزه های شیراز موجود است . و امضای روی اثر بدین متن نگاشته شده (عمل سیدجعفر زرگر باشی)و سر انجام در تاریخ ۱۲۶۸ از دنیا رفت وی را در کنار بقه بی بی دختران شیراز که در ان زمان ارامستان بود دفن کردن.
- سید محمد شیرازی متولد ۱۲۷۰شمسی و نتیجه سید جعفر زرگر باشی یکی از برجسته‌ترین قلمزنان قرن سیزده شیراز که ایشان نزد محمد اسمعیل زرمهر شیرازی شاگردی کرد ودر این هنر به درجه استادی رسید. وی در سال ۱۳۰۵شمسی به اصفهان مهاجرت کرد ودر این شهر شاگردان بسیار پرورد. ایشان در سبک قلمگیری نقوش انسانی وگل مرغ در نهایت استادی بود.
- محمد جعفر شیرازی معروف به (جعفر) از هنر مندان قرن سیزده یکی از فرزندان غلامحسین بیگ که در هنر دواتگری در نهایت استادی بود. ایشان نیز بیشتر از سبک ریزه قلم در این هنر بهره برد. و انگونه که فرصت الدوله شیرازی در کتاب اثار عجم صفحه۵۰۱ مینویسد که وی فرزند غلامحسین بیگ و برادر کوچکتر محمود شیرازی است و در فن دواتگری از مردمان هنریست .
- اقا حبیب الله نیز پسر غلامحسین بیگ و برادر دیگر محمود شیرازی است و انگونه که فرصت الدوله ایشان را معرفی میکند مینویسد که وی در صنعت ماننده پدر است. بعمنی انست که در قلمزنی بسیار استاد است .
- محمود با نام خانوادگی قلمزن وی یکی از فرزند استاد میرزا احمد مرصع کار و قلمزن عصر قاجار متولد۱۲۷۲خورشیدی در شیراز بوده .وی را میتوان  یکی از قلمزنان برجسته شیراز بشمار اورد. او پدر و استاد جواد قلمزن متولد۱۳۲۰ و منوچهر قلمزن متولد ۱۳۲۲ و همچنین برادر عزیز قلمزن بود. محمود قلمزن در سال ۱۳۷۰ خورشیدی در سن ۹۸ سالگی در شیراز دارفانی را وداع گفت.
- ابراهیم دایی‌زاده یکی از نگارگران وقلمزن صاحب نام اصفهان بود. وی یکی از برجسته‌ترین و صاحب سبک در ریزه قلم وترسیم مینیاترهای فاخر بر روی آثار خود بود. ایشان را می‌توان از برجسته‌ترین شاگردان سید محمد شیرازی قلمداد کرد.
- عبدالله دایی زاده وی نیز از قلمزنان صاحب نام و از شاگردان سید محمد شیرازی و همچنین برادر بزرگتر ابراهیم دایی زاده بود وی بیشتر بر روی اثار خود از نقوش گل مرغ و اسلیمی و  از تکنیک قلمگیری نقوش بهره جست و سعی بران داشت تا سبک خودرا از برادرش متمایز کند و سبک مخصوص بخود را داشته باشد. و هر گز از برادر خود کپی برداری نکرد.و اثارش بیشتر برداشتی از سبک سید محمد شیرازی استادش بود.
- نصرالله مهذب از دیگر قلمزران شهیر اصفهان که وی نیز از محضر سید محمد شیرازی کسب فیض کرد. ایشان نیز حق استاد خودرا بخوبی بجای آورد.
- سید محمد دادرس متولد ۱۲۸۲ شیراز از شاگردان اکبراقاباباخان (اکبرخان) از استادان بجسته ونامی قلمزنی مکتب شیراز بود وی در سال ۱۳۵۷خورشیدی دارفانی را وداع گفتند ایشان در حرم علی ابن حمزه شیراز دفن شدند.
- بانو رحمت دادرس فرزند حاجی اقا جان شیرازی متولد۱۲۹۴شیراز وی همسر سید محمد دادرس و از برترین شاگردان سید محمد دادرس در فن قلمزنی مکتب شیراز بود وی تسلط زیادی در نقاشی بر روی اثار فلزی داشت و گاهی شعر هم می سرود سر انجام در سال۱۳۶۸ درگذشت و در دارالرحمه شیراز دفن شد.
- اکبر آقا باباخان فرزند محمد رضا خان متولد۱۲۴۷شمسی از هنرمندان نامی قلمزنی شیراز بود. ایشان مدتی در هنرستان پهلوی شیراز مشغول به آموزش هنر قلمزنی بود. وی در۱۳۲۶/۰۱/۱۵شمسی دارفانی را وداع گفتند و در آرامگاه خانوادگی دردارالسلام شیراز دفن شدن.
- اکبر بزرگیان زاده ۱۳۳۴ اصفهان. یکی دیگر از استادان صاحب‌نام این رشته دارنده نشان درجه یک هنری در رشته قلمزنی، انتخاب وی به عنوان (چهره ماندگار) رشته دواتگری در سال۱۳۹۵. رشته اولیه وی دواتگری بوده و تا سالیان زیاد آثار استادان بزرگ قلمزن را دواتگری می‌کرد و بعد از آن در رشته قلمزنی به سبک ساسانی و هخامنشی به درجه استادی رسید وی آثار خود را به تنهای دواتگری و قلمزنی کرده و به اتمام می‌رساند.
- محمود دهنوی‌زاده ۱۳۰۵خورشیدی اصفهان ایشان از استادان برجسته قلمزنی و طراحی صاحب سبک بودند. طراحی را نزد حاج مصورالملک آموخت وی در سال ۱۳۳۴ همکاری خودرا در اداره کل هنرهای زیبا شروع کرد و بیش از ۲۶سال در کارگاه قلمزنی این اداره مشغول به آموزش هنر جویان بودند. و پس از باز نشستگی نیز چند سالی در دانشگاه هنر تهران ودانشگاه الزهرا به تدریس هنر طراحی و قلمزنی روی فلزات پرداخت. ونمایشگاهای بسیاری در کشورهای انگلستان، آمریکا، بلژیک، ایتالیا، آلمان و دیگر کشورهای جهان برگزار کرد. گر چه بیشتر آثار این هنرمند نصیب سفرا و مقامات بلندپایه سیاسی کشورهای مختلف گردیده‌است ولی خوشبختانه آثار این هنرمند برجسته و نامی زینت‌بخش موزه هنرهای ملی ایران نیز می‌باشد. سرانجام ایشان در سال ۱۳۸۰ در سن ۷۵ سالگی دار فانی را وداع گفت.
- عبدالرسول نم‌نباتی از استادان برتر و صاحب نام قلمزنی در اصفهان و پدید آورندهٔ سبک شبکه وآثار هنری بر روی سینی‌های قلمزنی در سال ۱۳۱۶ در شهر هنرپرور اصفهان چشم به جهان گشود. علاقهٔ وافر ایشان به قلمزنی به حدی بود که در ۱۹ سالگی به درجهٔ استادی رسیدند و در ۲۳ سالگی استاد دانشگاه هنرهای زیبا در تهران شدند و به تدریس طراحی و قلمزنی پرداختند. ایشان پدیدآورندهٔ سبک گل و مرغ به صورت شبکه‌کاری بودند و از استادان برتر این صنف به‌شمار می‌روند. در طول خود خدمات شایانی را به این صنف و هنر کشور عرضه داشته‌اند. آثاری از وی در موزه‌های کشور در دید عموم قرار دارد.
- مهدی ذوفن یکی از برترین طراحان و قلمزنان به سبک قلمگیری در دوره معاصر و از فرزندان محمدتقی ذوفن که وی نیز از شهیرترین طراحان وقلمزنان عصر خود بود به‌شمار می‌رود وی در هنر نقاشی طراحی به حدی رسید که استادش در هنر نگارگری٬به او پیشنهاد پیاده‌سازی اثارش را بر روی فلز داد و او را دراین مسیر تشویق بسیار کرد. تا ۲۰۰اثری که او در دوران هنر افرینیش خلق کرد، بروی مس جاودانه شود. ایشان نیز از شاگردان استادانی بزرگ جون پدر خود حسنعلی ذوفن. استاد حسین بهزاد و استاد جوادرستم شیرازی بشمار می‌رود و از محضرشان کسب فیض نموده. و پس از ۹۰سال زندگی وخلق آثار بی نظیر در سال ۱۳۹۹دار فانی را وداع گفت ودر باغ رضوان اصفهان آرام گرفت.
- محراب دامادی از هنرمندان معاصر و نوآور در سبک‌های مختلف است. وی از دهه هفتاد شمسی وارد این عرصه شد و در دهه‌های بعد در چندین جشنواره و نمایشگاه بین‌المللی از آثار خود رونمایی کرد. و نیز در زمینه پرورش و آموزش هنرمندان این رشته فعالیت‌های مستمری داشته. از ایشان تا کنون بیش از ۲۰۰ اثر مختلف در سبک اصفهان به جا مانده و آثارش در مجموعه‌های خصوصی، نمایشگاه‌ها و موزه‌های مختلف قابل رویت است.
- تقی پشوتن از استادان بنام این رشته که در قرن ۱۳ و ۱۴ هجری شمسی می‌زیسته و ملقب به خیام بود. وی کارهای خود را بر روی سینی انجام داده و با سیاه قلم و اشعار خیام مزین می‌نمودند. از جمله شاگردان ایشان استاد علی ظریفی می‌باشند.[۹]

## نگارخانه

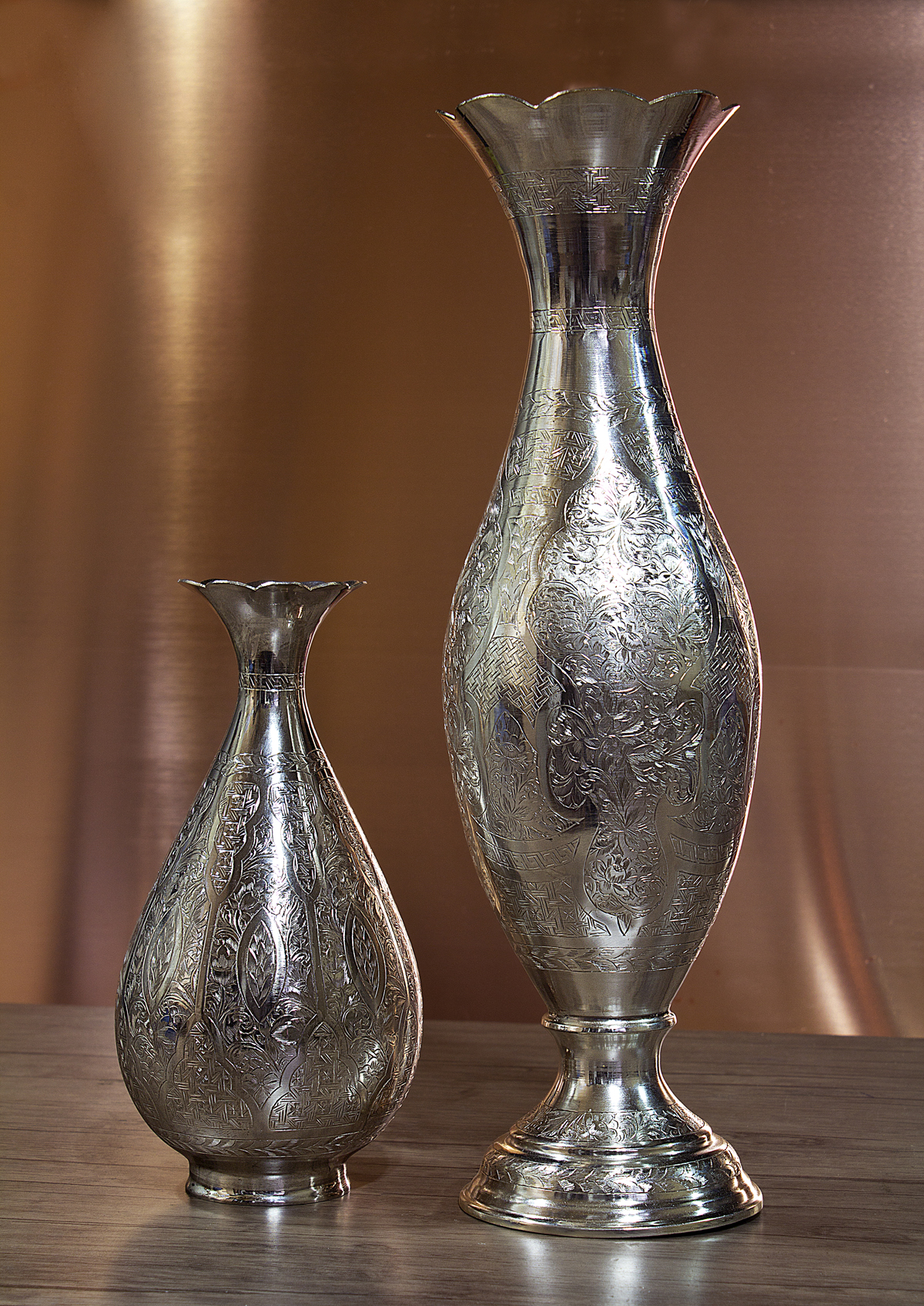
قلمزنی بر روی مس با آبکاری نقره - سبک تبریز
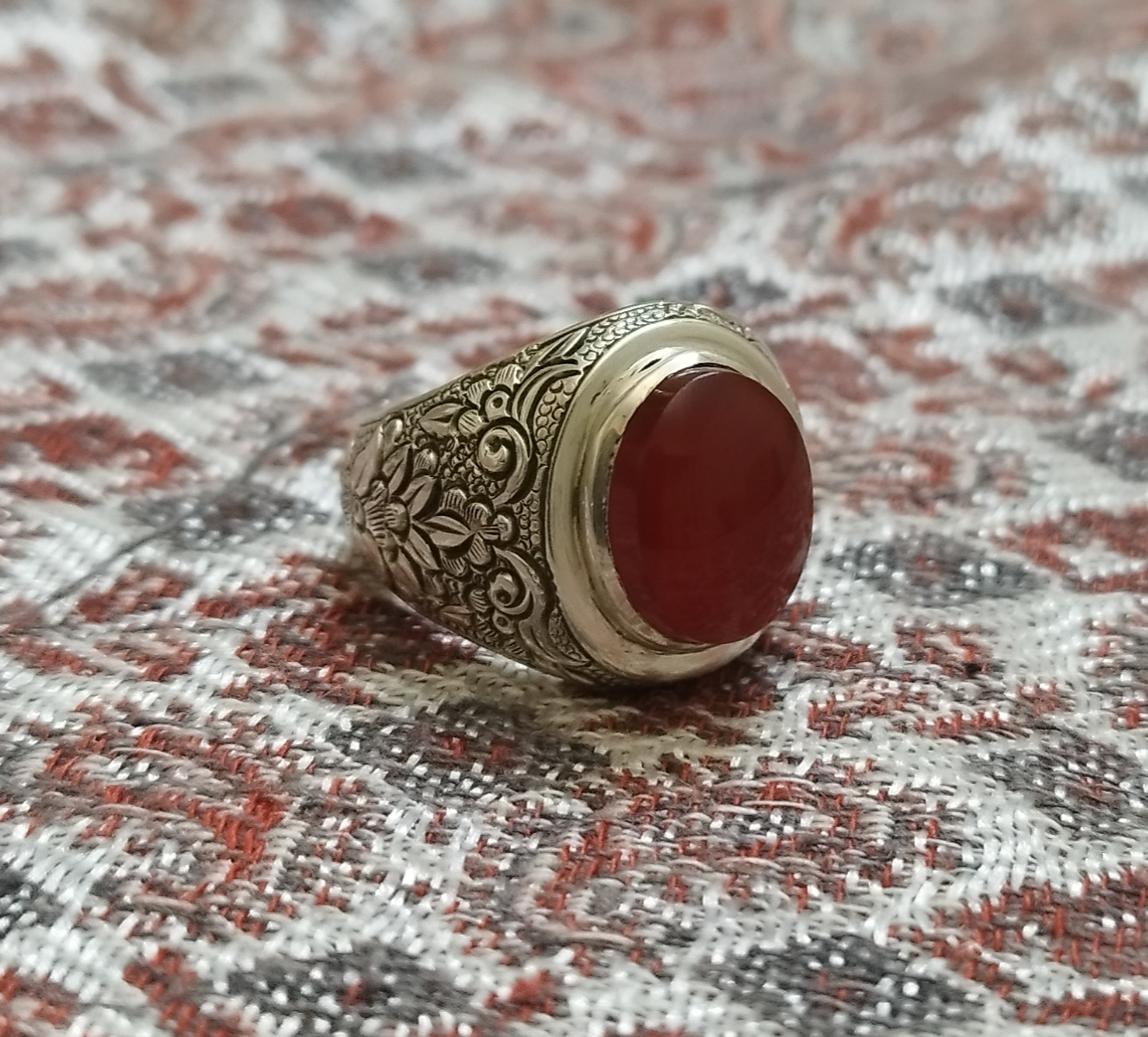
انگشتر عقیق با رکاب دستساز قلم زنی